# كلود فورتيير
كلود فورتيير (بالإنجليزية: Claude Fortier)‏‏ (11 يونيو 1921 في مونتريال - 22 أبريل 1986 ) طبيب من كندا.

## الجوائز
- شريك وسام كندا
- Acfas Urgel-Archambeault Award  [لغات أخرى]‏[8]
- قاعة مشاهير الطب الكنديين[9]
- Canada Gairdner Wightman Award [الإنجليزية]‏